# 원용균
원용균(元容均, 1892년 12월 24일 ~ 1961년 11월 19일)은 대한민국의 제헌 국회의원을 역임한 정치인이다.

## 경력
- 강원도 횡성군 양천면 면장(1945년 조선국 8.15 광복 후)
- 강원도 횡성군 횡성면 면장(1946년)
- 강원도 횡성금융조합장(1946년)
- 강원도 횡성수리조합장(1946년)
- 강원도 횡성군 양천면 자치위원회 위원장(1947년)
- 강원도 횡성군 군청 행정고문(1948년)
- 대한독립촉성국민회 강원도 자치위원회 횡성군 양천면 지부장(1948년)
- 제헌 국회의원(강원 횡성) (대한독립촉성국민회)

## 학력
- 사립 화성(花城)보통학교 졸업
- 사립 익성고등보통학교 중퇴

## 역대 선거 결과
|  | 65.88% |

|  | 5.36% |

## 참고 문헌
- 《대한민국 의정총람》, 국회의원총람발간위원회, 1994년
- 원용균 - 대한민국헌정회
- 원용균 - 두산세계대백과사전